# メルセデス・ベンツ・W196
メルセデス・ベンツ・W196 (Mercedes-Benz W196) は、メルセデス・ベンツが1954年と1955年のF1世界選手権で使用したフォーミュラ1カーである。12戦中9勝を記録し、ファン・マヌエル・ファンジオが2年連続ドライバーズチャンピオンを獲得した。

## 概要

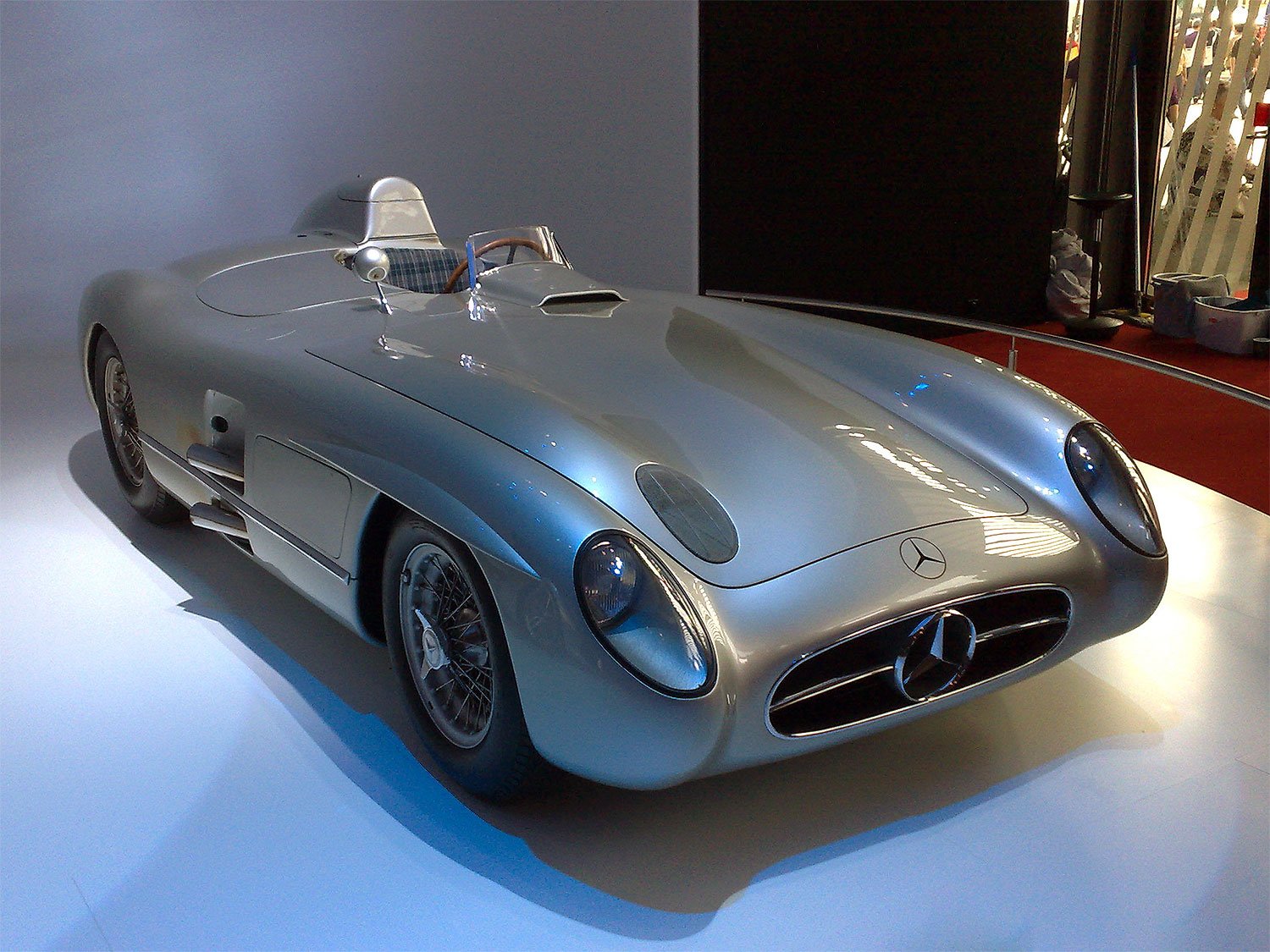
メルセデス・ベンツ・300SLR（W196S）

1951年より活動を再開したメルセデス・ベンツのモータースポーツ部門は、1954年からF1に2.5リッターエンジン規定が導入されることを見据えてF1マシンの設計に着手した。また、基本コンポーネントを共有するスポーツカーを並行開発してスポーツカー世界選手権に投入することも計画した。この2タイプのマシンは社内コードでW196R（Rennwagen (レーシングカー) ）とW196S（Sport (スポーツカー) ）と呼ばれた。一般にW196Rはメルセデス・ベンツ・W196と呼ばれ、W196Sはメルセデス・ベンツ・300SLRの名で知られることになる。
開発が遅れたため、W196の初陣は1954年の第4戦フランスGPとなった。戦前のグランプリレースを席巻したナショナルカラー「シルバーアロー」の復活に注目が集まる中、W196は予選で1-2位を獲得し、決勝でもワンツーフィニッシュを果たした。この勝利はF1デビュー戦優勝として歴史に残り、F1開幕以来続いたイタリアメーカーの連勝を止める1勝にもなった。この年は6戦出走して4勝4ポールポジション（優勝はいずれもファンジオ）。それでもマシンはまだ開発途上にあり、ファンジオ以外のワークスドライバーが表彰台を獲得したのは2度だけだった。
マシンを熟成して臨んだ1955年はほぼ敵なしの状態だった。不参加のインディ500以外6戦に出走し、全車が同じエンジントラブルに見舞われたモナコGP以外は5勝4ポールポジション。第4戦から最終戦にかけて4戦連続でワン・ツー・フィニッシュを達成した。このうち、イギリスGPでは4台で1-4位を独占し、この年チームに加入したスターリング・モスが地元で初優勝を達成した。
W196は選手権レースでないものも含め2年間に14戦中11勝し、グランプリカーの名車の1台となった。メルセデス・ベンツのレース活動休止後は自動車博物館に展示されている。
2013年7月にオークションに出品され、自動車としては史上最高値となる約3000万ドルで落札された。

## 技術

### エンジン
M196エンジンは直列4気筒を縦に2基並べて中央から駆動力を取り出す方式で、垂直方向から53度寝かせてシャーシに搭載された。ドライブシャフトはコクピットの左側を通り、ドライバーの着座位置を下げることで低重心化と空気抵抗の削減が見込めた。これらは戦前のW154で成功した手法の応用だった。
シリンダーブロックはダイムラー・モトーレン・ゲゼルシャフト由来の独特なウェルデッド・シートスチール（鋼板溶接気筒）構造。バルブ制御にはコイルスプリング式に代わり、カムで強制的に開閉するデスモドロミック方式を採用し、給排気の効率化とエンジンの高回転化を図った。ほかにも航空用エンジンの技術を応用したボッシュの燃料直噴装置、ローラーベアリングを使用したクランクシャフトの軸受け（どちらもDB 601で既採用）などの複雑な技術を盛り込んでいた。これらの製造・管理には高い技術力が必要とされるため、F1界では追随者が現われなかった。出力は268馬力からスタートして最終的には290馬力に達し、ライバルマシンを圧倒した。

### 2種類のボディ
デビュー戦のランス公道コースに登場したW196はシャーシとタイヤをすっぽりと覆う滑らかな流線型ボディ（ストリームライン）をまとっていた。空気抵抗を減らすストリームラインは戦前から存在していたが、架装を前提に設計したのはW196が最初だった。風洞実験やアウトバーンでの走行テストで磨かれたボディは直線路で効果を発し、のちにフェラーリなどの他チームに模倣された。しかし、2戦目のイギリスグランプリではボディの大きさのためドライバーの周辺視界が悪くなるという弱点が判明する。名手ファンジオでも操縦に苦労し、マシンのフェンダーはコーナーのパイロンにぶつかり破損した。また、傾載エンジンのメンテナンスにも支障があり、前輪を外さなければプラグの交換作業ができなかった。
チームは一般的なオープンホイールボディの製作を急ぎ、次戦ドイツグランプリの予選2日目に何とか間に合わせた。以降はオープンホイールが主戦となり、ストリームラインは高速サーキット専用となった。
1955年型ではボンネット右上に吸気用のバルジが追加され、ウィンドスクリーン前のエアスクープが廃止された。テストでは同年のル・マン24時間レースで300SLRの武器となったハネ上げ式の空力ブレーキを取り付けたストリームラインも試された。この車の活躍した時代とは直接には関連しないが、1960年代に入ってまもなく禁止されたタイヤを覆うボディワークと同様、こちらの空力ブレーキも、後のルール変更で禁止された「走行中に可動な空力要素」に相当するため、ある時代以降には類例が無いものとなっている。

### バリエーション
継続的に開発が行われた結果、W196にはレースごとに何らかの変更点がみられたが、大まかに分けて7種類のバリエーションがあった。シャーシはロングホイールベース（2,350mm）、1955年から使用されたミディアムホイールベース（2,210mm）、ツイスティなモナコグランプリ用に開発されたショートホイールベース（2,150mm）の3種類がある。ショートタイプには重量バランスを考慮してエンジン搭載位置を前にずらした仕様のものもある。フロントブレーキは四輪駆動への切り替えを検討していた頃の名残りでインボード型を装備していたが、これもモナコグランプリからアウトボード型が登場した。これらはサーキットの特性やドライバーの好みに応じて使い分けられた。
| 年   | グランプリ     | ファンジオ | クリング | ヘルマン | モス | ラング | シモン | タルッフィ | スペアカー   |
| ---- | -------------- | ---------- | -------- | -------- | ---- | ------ | ------ | ---------- | ------------ |
| 1954 | フランスGP     | 1          | 1        | 1        |      |        |        |            | 1            |
| 1954 | イギリスGP     | 1          | 1        |          |      |        |        |            | 1            |
| 1954 | ドイツGP       | 2          | 2        | 2        |      | 2      |        |            | 1            |
| 1954 | スイスGP       | 2          | 2        | 2        |      |        |        |            | 不明         |
| 1954 | イタリアGP     | 1          | 1        | 2        |      |        |        |            | 1            |
| 1954 | スペインGP     | 2          | 2        | 2        |      |        |        |            | 2            |
| 1955 | アルゼンチンGP | 3          | 3        | 2        | 2    |        |        |            | 2            |
| 1955 | モナコGP       | 5          |          | 3        | 3    |        | 3      |            | シモンが使用 |
| 1955 | ベルギーGP     | 2          | 2        |          | 6    |        |        |            | 3            |
| 1955 | オランダGP     | 5          | 3        |          | 6    |        |        |            | 3            |
| 1955 | イギリスGP     | 5          | 3        |          | 4    |        |        | 2          | 3            |
| 1955 | イタリアGP     | 1          | 不明     |          | 1    |        |        | 3          | 7            |

- バリエーション番号
  1. ストリームライン/ロングホイールベース/インボードブレーキ
  2. オープンホイール/ロングホイールベース/インボードブレーキ
  3. オープンホイール/ミディアムホイールベース/インボードブレーキ
  4. オープンホイール/ショートホイールベース/アウトボードブレーキ
  5. オープンホイール/ショートホイールベース/アウトボードブレーキ/エンジン前方移動
  6. オープンホイール/ミディアムホイールベース/アウトボードブレーキ
  7. ストリームライン/ミディアムホイールベース/アウトボードブレーキ

## スペック

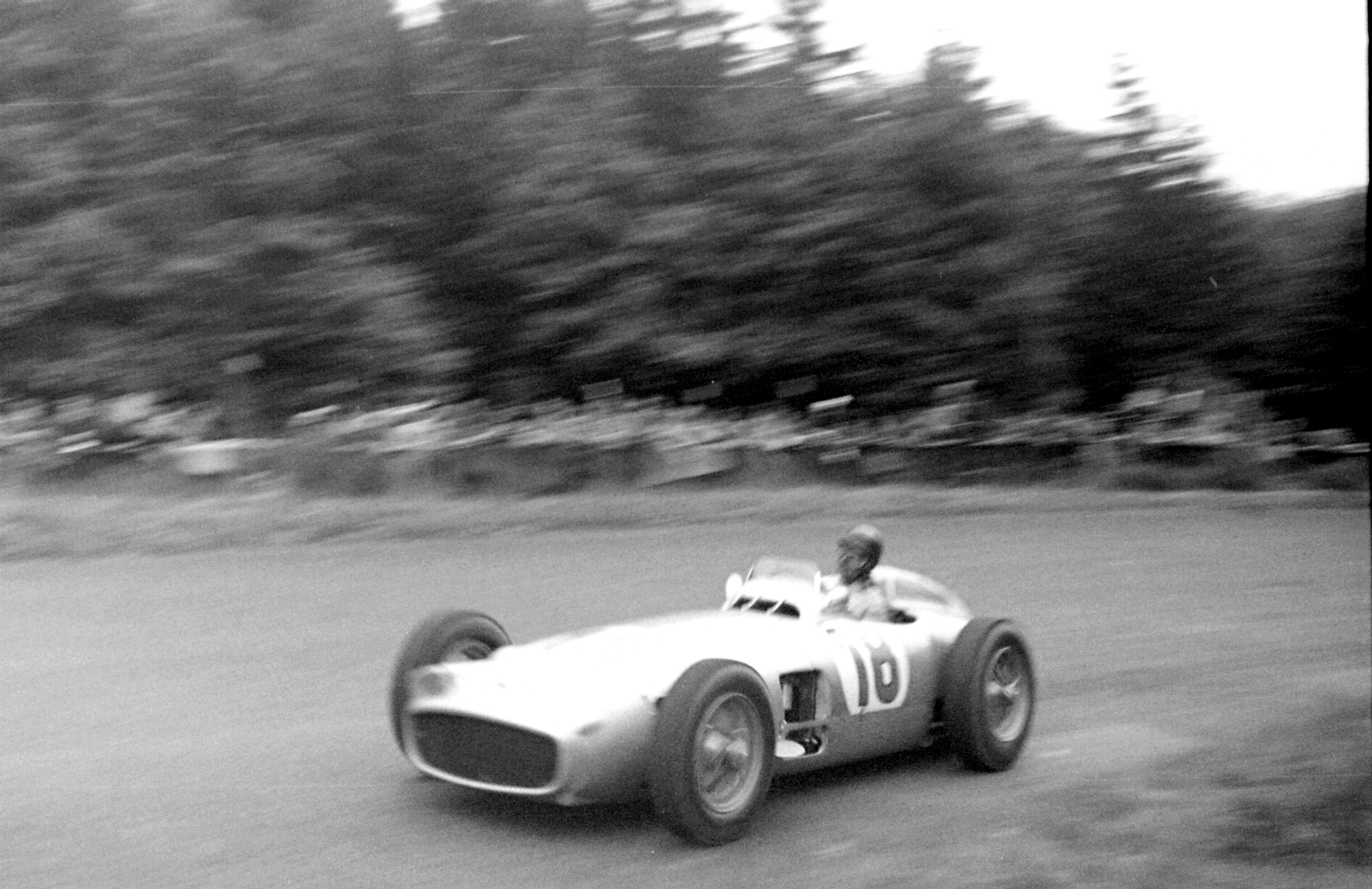
1954年ドイツGPにてW196をドライブするファンジオ

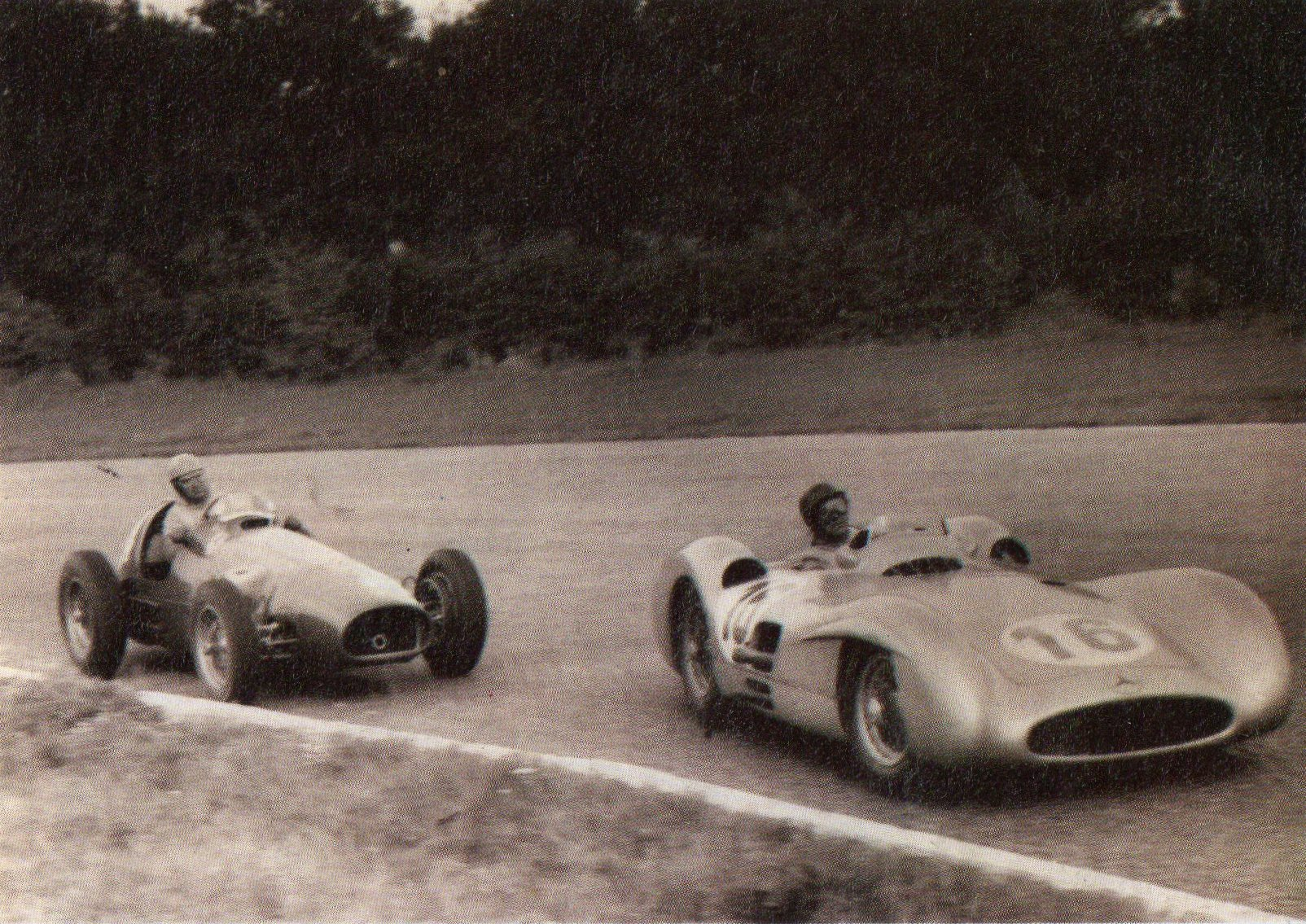
1954年イタリアGPにて、フェラーリのアルベルト・アスカリと競り合うファンジオ

### シャーシ
- 構造 鋼管スペースフレーム
- 全長 mm
- 全幅 mm
- 全高 mm
- ホイールベース 2,350 mm（ロング）、2,210 mm（ミディアム）、2,150 mm（ショート）
- トレッド 1,340 mm/1,350 mm（ロング）、1,320 mm/1,350 mm（ミディアム、ショート）
- サスペンション 前トーションバー/ダブルウィッシュボーン、後トーションバー/スイングアクスル
- ブレーキ 油圧ドラム式（インボード、アウトボード）
- トランスミッション 5段
- タイヤ コンチネンタル 前輪 6.00×16 後輪 7.00×16
- 重量 700 kg（ストリームライン） 680 kg（オープンホイール）
- 最高速度 290 km/h

### エンジン
- エンジン名 M196
- 気筒数・角度 直列8気筒（53度傾斜搭載）
- 排気量 2,496 cc
- 最高回転数 8,700 rpm
- 圧縮比 9.0:1
- バルブ DOHC 2バルブ（デスモドロミック）
- ボア・ストローク 76×68.8 mm
- 最高出力 290 馬力

## F1における全成績
(key) （太字はポールポジション）
| 年     | シャシー              | エンジン                               | タイヤ | ドライバー                   | 1   | 2   | 3   | 4   | 5   | 6   | 7   | 8   | 9   | ポイント | 順位 |
| ------ | --------------------- | -------------------------------------- | ------ | ---------------------------- | --- | --- | --- | --- | --- | --- | --- | --- | --- | -------- | ---- |
| 1954年 | W196 Stromlinien W196 | メルセデス・ベンツ M196 L8 2.5リッター | C      |                              | ARG | 500 | BEL | FRA | GBR | GER | SUI | ITA | ESP | -*       | -*   |
| 1954年 | W196 Stromlinien W196 | メルセデス・ベンツ M196 L8 2.5リッター | C      | ファン・マヌエル・ファンジオ |     |     |     | 1   | 4   | 1   | 1   | 1   | 3   | -*       | -*   |
| 1954年 | W196 Stromlinien W196 | メルセデス・ベンツ M196 L8 2.5リッター | C      | カール・クリング             |     |     |     | 2   | 7   | 4   | Ret | Ret | 5   | -*       | -*   |
| 1954年 | W196 Stromlinien W196 | メルセデス・ベンツ M196 L8 2.5リッター | C      | ハンス・ヘルマン             |     |     |     | Ret |     | Ret | 3   | 4   | Ret | -*       | -*   |
| 1954年 | W196 Stromlinien W196 | メルセデス・ベンツ M196 L8 2.5リッター | C      | ヘルマン・ラング             |     |     |     |     |     | Ret |     |     |     | -*       | -*   |
| 1955年 | W196 Stromlinien W196 | メルセデス・ベンツ M196 L8 2.5リッター | C      |                              | ARG | MON | 500 | BEL | NED | GBR | ITA |     |     | -*       | -*   |
| 1955年 | W196 Stromlinien W196 | メルセデス・ベンツ M196 L8 2.5リッター | C      | ファン・マヌエル・ファンジオ | 1   | Ret |     | 1   | 1   | 2   | 1   |     |     | -*       | -*   |
| 1955年 | W196 Stromlinien W196 | メルセデス・ベンツ M196 L8 2.5リッター | C      | カール・クリング             | 4†  |     | Ret | Ret | Ret | 3   | Ret |     |     | -*       | -*   |
| 1955年 | W196 Stromlinien W196 | メルセデス・ベンツ M196 L8 2.5リッター | C      | ハンス・ヘルマン             | 4†  | DNQ |     |     |     |     |     |     |     | -*       | -*   |
| 1955年 | W196 Stromlinien W196 | メルセデス・ベンツ M196 L8 2.5リッター | C      | スターリング・モス           | 4†  | 9   |     | 2   | 2   | 1   | Ret |     |     | -*       | -*   |
| 1955年 | W196 Stromlinien W196 | メルセデス・ベンツ M196 L8 2.5リッター | C      | アンドレ・シモン             |     | Ret |     |     |     |     |     |     |     | -*       | -*   |
| 1955年 | W196 Stromlinien W196 | メルセデス・ベンツ M196 L8 2.5リッター | C      | ピエロ・タルッフィ           |     |     |     |     |     | 4   | 2   |     |     | -*       | -*   |

- * コンストラクタータイトルは1958年から設定された。このためコンストラクターとしてのポイントやランキングは存在しない。
- †印は同じ車両を使用したドライバーに順位とポイントが配分された。